# François Xavier Nguyên Van Sang
Phanxicô Xaviê Nguyễn Văn Sang (französisch François Xavier Nguyên Van Sang, * 8. Januar 1932 in Hanoi; † 5. Oktober 2017) war vietnamesischer Geistlicher und  römisch-katholischer Bischof von Thái Bình.

## Leben
François Xavier Nguyên Van Sang empfing am 18. April 1958 die Priesterweihe für das Erzbistum Hanoi.
Papst Johannes Paul II. ernannte ihn am 24. März 1981 zum Titularbischof von Sarda und zum Weihbischof in Hanoi. Die Bischofsweihe spendete ihm der Erzbischof von Hanoi, Joseph-Marie Kardinal Trinh Van-Can, am 22. April desselben Jahres; Mitkonsekratoren waren Paul Nguyên Van Binh, Erzbischof von Ho-Chi-Minh-Stadt, und Joseph Nguyên Tùng Cuong, Bischof von Hải Phòng. 
Im Mai 1990 wurde er durch Johannes Paul II. zum Apostolischen Administrator und am 3. Dezember 1990 zum Bischof von Thái Bình ernannt. Am 25. Juli 2009 nahm Papst Benedikt XVI. sein aus Altersgründen vorgebrachtes Rücktrittsgesuch an.